# Guinee op de Olympische Zomerspelen 1992
Guinee nam deel aan de Olympische Zomerspelen 1992 in Barcelona, Spanje. 

## Resultaten en deelnemers

### Atletiek
| Olympiër         | Discipline      | Resultaat | Prestatie                            |
| ---------------- | --------------- | --------- | ------------------------------------ |
| Soriba Diakité   | 100m (m)        | 64e       | serie 5: 6de in 11,10                |
| Amadou Sy Savané | 200m (m)        | 55e       | serie 3: 7de in 21,86                |
| Malal Sy Savané  | 800m (m)        | 44e       | serie 4: 5de in 1.51,80              |
| Malal Sy Savané  | 1500m (m)       | 40e       | serie 3: 9de in 3.51,96              |
| Amadou Sy Savané | 400m horden (m) | 41e       | serie 2: 7de in 54,26                |
| Soriba Diakité   | verspringen (m) | DNF       | kwalificatie groep A: niet gefinisht |
|                  |                 |           |                                      |
| Aminata Konaté   | 100m (v)        | 47e       | serie 7: 7de in 12,33                |
| Oumou Sow        | 200m (v)        | DNF       | serie 4: niet gefinisht              |

### Judo
| Olympiër         | Discipline | Resultaat | Prestatie |
| ---------------- | ---------- | --------- | --------- |
| Mamadou Bah      | -60kg (m)  | 17e       |           |
| Sekou Camara     | -78kg (m)  | 34e       |           |
| Mohamed Doukouré | -95kg (m)  | 21e       |           |

Albanië · Algerije · Amerikaanse Maagdeneilanden · Amerikaans-Samoa · Andorra · Angola · Antigua en Barbuda · Argentinië · Aruba · Australië · Bahama's · Bahrein · Bangladesh · Barbados · België · Belize · Benin · Bermuda · Bhutan · Bolivia · Bosnië en Herzegovina · Botswana · Brazilië · Britse Maagdeneilanden · Bulgarije · Burkina Faso · Canada · Centraal-Afrikaanse Republiek · Chili · China · Chinees Taipei · Colombia · Congo-Brazzaville · Cookeilanden · Costa Rica · Cuba · Cyprus · Denemarken · Djibouti · Dominicaanse Republiek · Duitsland · Ecuador · Egypte · El Salvador · Equatoriaal-Guinea · Estland · Ethiopië · Fiji · Filipijnen · Finland · Frankrijk · Gabon · Gambia · Gezamenlijk team · Ghana · Grenada · Griekenland · Groot-Brittannië · Guam · Guatemala · Guinee · Guyana · Haïti · Honduras · Hongarije · Hongkong · Ierland · IJsland · India · Indonesië · Irak · Iran · Israël · Italië · Ivoorkust · Jamaica · Japan · Jemen · Jordanië · Kaaimaneilanden · Kameroen · Kenia · Koeweit · Kroatië · Laos · Lesotho · Letland · Libanon · Libië · Liechtenstein · Litouwen · Luxemburg · Madagaskar · Malawi · Malediven · Maleisië · Mali · Malta · Marokko · Mauritanië · Mauritius · Mexico · Monaco · Mongolië · Mozambique · Myanmar · Namibië · Nederland · Nederlandse Antillen · Nepal · Nicaragua · Nieuw-Zeeland · Niger · Nigeria · Noord-Korea · Noorwegen · Oeganda · Oman · Oostenrijk · Pakistan · Panama · Papoea-Nieuw-Guinea · Paraguay · Peru · Polen · Portugal · Puerto Rico · Qatar · Roemenië · Rwanda · Saint Vincent‑Grenadines · Salomonseilanden · Samoa · San Marino · Saoedi-Arabië · Senegal · Seychellen · Sierra Leone · Singapore · Slovenië · Soedan · Spanje · Sri Lanka · Suriname · Swaziland · Syrië · Tanzania · Thailand · Togo · Tonga · Trinidad en Tobago · Tsjaad · Tsjecho-Slowakije · Tunesië · Turkije · Uruguay · Vanuatu · Venezuela · Verenigde Arabische Emiraten · Verenigde Staten · Vietnam · Zaïre · Zambia · Zimbabwe · Zuid-Afrika · Zuid-Korea · Zweden · Zwitserland · Onafhankelijke olympische deelnemers